# 加布里埃拉·薩博
加布里埃拉·薩博（羅馬尼亞語：Gabriela Szabo，1975年11月14日—），匈牙利语名绍博·高布丽埃洛（Szabó Gabriela），昵稱Gabi，生於比斯特里察，馬扎爾裔羅馬尼亞中長跑運動員。
薩博身高僅有158釐米，她在比賽中一般採用大部分時間內小步幅高步頻跟隨對手的戰術，進入賽程末端再以衝刺能力取勝。20世紀末至21世紀初的幾個賽季內，她在1500米和5000米兩個項目上都保持著極高的勝率。

## 生平
1994年的里斯本世界青年田徑錦標賽上，獲得了3000米比賽的冠軍，第一次為世人所知。同年的歐洲田徑錦標賽同一個項目上也位列季軍。兩年後的亞特蘭大，她完成了自己在奧運會上的處子秀。儘管在5000米比賽中成績不佳，未能通過預賽，但在另一個項目1500米中薩博卻取得了突破，僅僅輸給了俄羅斯名將馬斯特科娃，取得了一枚銀牌。
奧運會後，薩博的職業生涯提升到了新的高度。1997年世界田徑錦標賽上她第一次加冕世界冠軍桂冠，贏下了5000米；1998年，她跑出了當年1500米、一英里、2000米、3000米以及5000米的世界最好成績。1999年是薩博在競賽中表現最好的一年，她在全年參加的所有比賽中全部取勝，蟬聯了世錦賽5000米冠軍的同時打破了賽會紀錄，拿下了世界室內田徑錦標賽1500米和3000米的雙料頭銜，打破了歐洲室內5000米記錄，并且分享了黃金聯賽的大獎。
2000年悉尼奧運會薩博終於站上了奧運會的最高領獎臺；雖然意外丟掉了1500米冠軍，但在奧運歷史上最快的一次5000米決賽中，薩博與老對手奧沙利文在最後200米的衝刺後終於分出高低，她以14分40秒79的成績憑借0.23秒的微弱優勢拿下比賽。這也是這個項目的奧運會記錄。
2001年一年內，薩博接連三次輸給了後來爆出興奮劑醜聞的俄羅斯選手葉戈洛娃；因為藥檢程序存在漏洞，後者依然參加了當年在埃德蒙頓舉行的世錦賽。薩博曾經一度考慮退出該屆比賽以示抗議，但最終還是決定參賽，嘗試衛冕。在1500米比賽中輕松奪冠之後，她卻在四天後的5000米決賽中顯出疲態，在最後一圈落到了第八位，從而失去了連續三屆在同一個項目摘金的機會。葉戈洛娃獲得了冠軍。
2002年，薩博在她最擅長的3000米比賽中再創佳績，以8:21.42的成績打破了歐洲紀錄。然而在當年的歐洲田徑錦標賽中，她卻以0.02秒之差惜敗於土耳其選手蘇蕾亞·阿伊罕。2003年，薩博因為傷病原因狀態下滑，仍在黃金聯賽中留下了最後的輝煌，奪得兩站冠軍。當年的世界田徑錦標賽上，她在5000米的預賽中即感覺身體不適，決賽中大失水準，僅位列第11；正是在這屆大賽後，她被診斷出患有慢性疲勞癥，從此極少參賽，并於2005年正式宣布退役。
薩博退役後成為羅馬尼亞田徑協會的副主席。她於1999年與自己的教練若爾特結婚。